# Mit Peck
Mit Peck è l'EP di debutto del gruppo musicale folk statunitense Vulfpeck, pubblicato il 20 dicembre 2011 dall'etichetta discografica indipendente Vulf Records.

## Tracce
1. Beastly – 4:11
2. It Gets Funkier – 4:52
3. Rango – 4:30
4. Cars Too – 4:35
5. Prom – 3:00
6. Tomboy – 3:38